# حادثة أكرونس
حادثة أكرونس هي حادثة تلوث إشعاعيٍّ في قادس في إسبانيا. والموافق أيار 1998، حيث تمكن المصدر المُشع نظير السيزيوم 137 أن يمُرَّ من أجهزة مراقبة الخردة المعدنية دون أن يُلاحَظ في مصنع أكرونس لإعادة المعالَجة والواقع في لوس باريوس، في إسبانيا. وقد ذاب نظير السيزيوم 137، وتسبَّبَ في تكون سَحابَة إشعاعيَّة. وقد فشلَت أيضًا كواشف مِدْخَنة أكرونس عن كشف السَّحابة، ولكن وفي نهاية المطاف اُكتُشِفت في فرنسا، وإيطاليا، وسويسرا، وألمانيا، والنمسا. وكانت مستويات الإشعاع عندَ قِياسِها أعلى ألف مرة من مستويات الإشعاع المُعتادة.

## ما نتج عن الحادثة
نَتَج عن هذه الحادثة تلوثُ محطةِ إعادة مُعالَجة الخردة المعدنية، بالإضافة إلى مصنعَي فولاذ، حيث أرسلَت النفايات لإزالة التلوث. وحسب أقوال بعض المُختبرَات المستقلة، فإن الرماد الذي أَنْتَجَهُ مصنع أكرونس كان بين 640 و1420 بكريل لكل جرام (المعيار الأوروبي للطاقة الذرية هو 10 بكريل لكل جرام)، أي خطر كبير على العامة. والعواقب الإشعاعية لهذه الحادثة، هو تعرض ستة أشخاص إلى مستويات طفيفة من التلوث الإشعاعي من نظير السيزيوم 137. وقد بلغ إجْمَالي التكاليف المُقدَّرة لتنظيف وتخزين النفايات، والخسارة الإنتاجية في المصنع حوالي 26 مليون دولار (أغلبها بسبب الخسارة الإنتاجية).